# Lessertina
Lessertina is een geslacht van spinnen uit de familie Cheiracanthiidae.

## Soorten
- Lessertina mutica Lawrence, 1942